# لورلين والاس
لورلين بيرنز والاس (بالإنجليزية: Lurleen Wallace) (من مواليد لورلين بريغهام بيرنز ؛ 19 سبتمبر 1926-7 مايو 1968) حاكمة ألاباما السادسة والأربعين لمدة خمسة عشر شهرًا من يناير 1967 حتى وفاتها في مايو 1968. كانت الزوجة الأولى لحاكم ألاباما جورج والاس ، الذي نجحت في منصب حاكمة لأن دستور ألاباما يحظر فترات متتالية. كانت أول امرأة تشغل منصب حاكم ولاية ألاباما وكانت المرأة الوحيدة التي تشغل هذا المنصب حتى أصبحت كاي آيفي ثاني امرأة تنجح في هذا المنصب في عام 2017. وهي أيضًا (اعتبارًا من عام 2020) الحاكمة الوحيدة في تاريخ الولايات المتحدة التي توفيت في مكتب. مقر. مركز. في عام 1973 ، تم إدخالها بعد وفاتها إلى قاعة مشاهير النساء في ألاباما.